# Yiliponny
Yiliponnyn är en hästras av ponnytyp som härstammar från Kina. Ponnyn har sin bakgrund i de förhistoriska och primitiva mongoliska vildhästarna. I Kina används rasen till ridning och lättare jordbruk och transport men vanligast är att man använder den till köttproduktion och för att få mjölk. Rasen är känd för sin snabbhet och den metalliska glansen i pälsen. 

## Historia
Yiliponnyns förfäder är de primitiva mongoliska vildhästarna, även kallade Przewalski som någon gång runt år 1900 korsades med olika hästraser från Ryssland som togs till Kina med ryska immigranter som ville förbättra de lokala stammarna i Kina. Man tror även att Achaltekeerhästar har ingått i rasen på grund av den metalliska glansen i pälsen som är vanligt hos just achaltekeern. 
1936 beslöt de lokala myndigheterna att man skulle importera fler hingstar från Ryssland, bland annat Orlovtravare, Donhästar och korsningar mellan Donhästar och engelska fullblod. Trots detta så blev resultatet inte lika bra som man trodde och 1963 bestämde man sig istället för att satsa på en specifik typ. Man ville få fram en lättare häst som skulle kunna passa som ridhäst och inom lättare jordbruk och importerade istället hästar med olika bakgrunder, men av samma typ som man ville få fram. Resultatet blev mycket bättre och man fick fram den önskade typen som både var arbetsvillig, uthållig och snabb. 
I Kina blev rasen snabbt populär på grund av sin uthållighet och snabbhet och man använde den mycket i de bergiga regionerna i Xinjiang i närheten av ponnyernas hemort Ili, bland annat som körhäst, ridhäst och packhäst men även till jordbruk.

## Egenskaper
Yiliponnyn är en ganska vacker ponnyras med litet, lätt huvud med rak nosprofil som påminner mycket om dess ursprung i den mongoliska vildhästen. Yiliponnyn har en ganska kort med mycket stark rygg. Ponnyerna är kompakta och väldigt tåliga. Nacken är lätt böjd hos hingstarna i rasen men något rakare hos ston. Yiliponnyer är vanligtvis bruna, fuxar eller skimmel. Svart är också tillåtet men inte lika vanligt. Yiliponnyerna är medelstora ponnyer som blir ca 135-145 cm i mankhöjd.  
Ponnyn är först och främst känd för sin snabbhet och uthållighet som gör att den snabbt kan springa långa sträckor. Även den metalliska glansen som kan finnas i pälsen är ett kännetecken som vittnar om mer orientaliskt blod. Idag används hästen fortfarande som körhäst och till ridning men även för att producera mjölk och kött. 